# Catherine Larrère
Pour les articles homonymes, voir Larrère.
Catherine Larrère, née Delafosse le 24 août 1944 à La Rochelle, est une philosophe et professeure de philosophie émérite française (Philosophe à Paris  I - Panthéon Sorbonne). Elle est spécialiste de la pensée de Montesquieu, et également de l'éthique de l'environnement, domaine qu'elle a contribué à diffuser en France. Elle a participé en France à l'essor de la philosophie environnementale, notamment sur les sujets de la protection de la nature, de la prévention des risques et de la justice environnementale. 

## Biographie

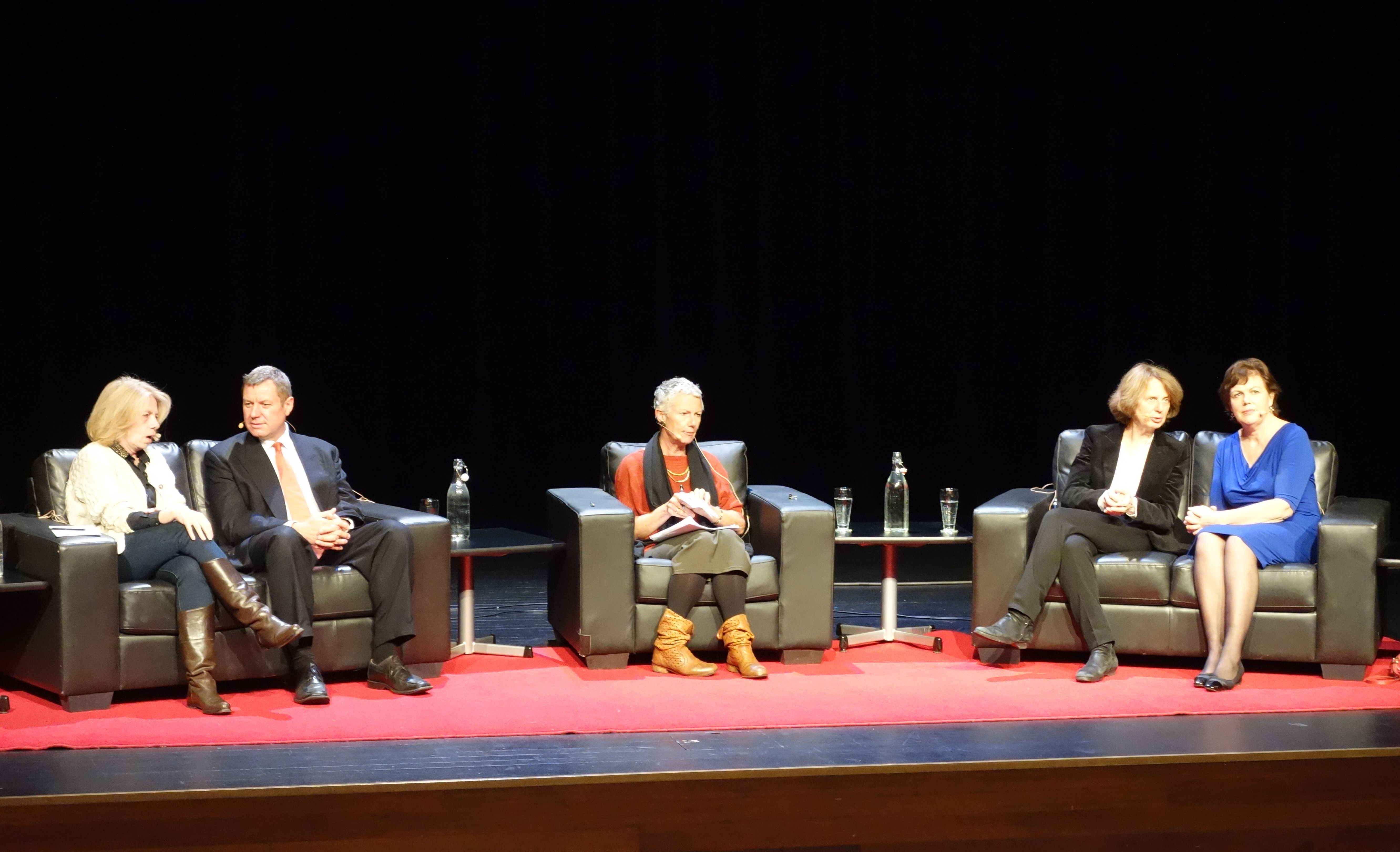
« The Anthropocene challenge », débat à la Burnside High School. De gauche à droite : Lucile Schmid, David Frame, Kim Hill, Catherine Larrère, Bronwyn Hayward.

Élève à l'École normale supérieure de jeunes filles (1964-1969), agrégée de philosophie (1968) et docteur ès-lettres et sciences humaines (Paris I, 1988), elle est spécialiste de philosophie morale et politique. Elle a étudié la philosophie du droit au XVIIIe siècle, notamment la pensée de Montesquieu, puis elle s'est tournée vers la philosophie de l'environnement. 
Elle est professeure de philosophie en lycée (1969), puis assistante de philosophie à l'université de Clermont-Ferrand (1970-1979), maître-assistante puis maître de conférences à l'université Blaise Pascal-Clermont II (1979-1990). Elle soutient en 1988 une thèse d’État de philosophie intitulée L'invention  de l'économie au XVIIIe siècle : entre les doux principes du commerce et les théories de la représentation à l'université Paris 1. En 1990, elle est nommée professeure à l'université Bordeaux-Montaigne dont elle dirige l'UFR de philosophie (1992-1997), puis de 2004 à 2014, elle est professeure à l’université Panthéon-Sorbonne. Elle est nommée professeure émérite en 2014.

## Engagements institutionnels et culturels
Elle a été commissaire scientifique de l’exposition « Nature vive » au Muséum national d'histoire naturelle (2001).
Elle est présidente de la Fondation de l’écologie politique (2013-2016), un think-tank indépendant adossé à Europe Écologie Les Verts. 

## Recherches
Elle s'est d'abord intéressée à la généalogie de la pensée économique, puis à la pensée de Montesquieu. À partir des années 1990, après avoir rencontré John Baird Callicott, l'un des principaux représentants de l'éthique de l'environnement aux États-Unis, elle se tourne vers ce domaine, et introduit en France la pensée de nombreux chercheurs anglo-saxons de ce champ et en particulier Callicott, dont elle a fait traduire et éditer les textes en français.

## Vie privée
Elle est mariée à l'agronome et sociologue Raphaël Larrère. Ils sont les parents de l'historienne et femme politique Mathilde Larrère ainsi que de la professeure de mathématiques Marion Larrère.

## Publications
- L'invention de l'économie au XVIIIe siècle : du droit naturel à la physiocratie, Paris, Puf, coll. « Léviathan », 1992. (thèse de doctorat)
- Catherine Larrère, Les philosophies de l'environnement, Paris, PUF, coll. « Philosophies », 1997, 128 p. (ISBN 978-2-13-048402-8, présentation en ligne)
- Du bon usage de la nature : pour une philosophie de l'environnement, avec Raphaël Larrère, Paris, Aubier, coll. « Alto » 1997.
- La crise environnementale (sous la direction de Catherine Larrère et Raphaël Larrère), Paris, Éditions de l'INRA, 1997.
- Actualité de Montesquieu, Paris, Presses de Sciences Po, 1999.
- Lumières et commerce : l'exemple bordelais, avec Jean Mondot, New York, P. Lang, 2000.
- Nature vive, Paris, Nathan-Muséum national d'histoire naturelle, 2000  (ISBN 978-2-09-260841-8).
- L'écologie est politique, avec Lucile Schmid et Olivier Frossard, Les Petits matins, 2013  (ISBN 978-2-36383-112-5).
- L'éthique de la vie chez Hans Jonas, avec Éric Pommier, Paris, Publications de la Sorbonne, 2013.
- Y a-t-il du sacré dans la nature ? (sous la direction de Catherine Larrère et Bérengère Hurand), Paris, Publications de la Sorbonne, 2014.
- Penser et agir avec la nature : une enquête philosophique, avec Raphaël Larrère, Paris, La Découverte, 2015  (ISBN 9782707185716).
- Les inégalités environnementales, Paris, Puf, coll. « La vie des idées », 2017  (ISBN 978-2130650713).
- Bulles technologiques, avec Raphaël Larrère, Marseille, Wildproject Editions, 2017.
- Penser l'anthropocène (sous la direction de Catherine Larrère et Rémi Beau), Paris, Les Presses de Sciences Po, 2018.
- co-ecrit avec Raphaël Larrère, Le Pire n'est pas certain : Essai sur l'aveuglement catastrophiste, éditions Premier Parallèle, septembre 2020,  (ISBN 978-2-8506-1042-4).
- L’écoféminisme, Paris, La Découverte, collection « Repères », 2023.